# Maeda Hiroyuki
Hiroyuki Maeda (sinh ngày 22 tháng 5 năm 1974) là một cầu thủ bóng đá người Nhật Bản.

## Sự nghiệp câu lạc bộ
Hiroyuki Maeda đã từng chơi cho JEF United Ichihara.